# Osiedle Lechitów
Osiedle Lechitów (do 1945 niem. Hohetor Vorstadt) – osiedle w południowej części Koszalina. 
Granice osiedla od wschodu stanowią ulice Krakusa i Wandy i Gnieźnieńska, od południa ulica Seminaryjna, od zachodu granica miasta, a od północy ulica Szczecińska.
Przez teren Osiedla Lechitów przebiega linia Koszalińskiej Kolei Wąskotorowej, środkowa (Osiedle Wenedów, Osiedle Lechitów i Sarzyno) i północna część (tzw. Podgórze) pełni funkcje mieszkaniowe. W południowo-wschodniej części nazywanej przez krótki czas po 1945 "Żalno", a obecnie Wilkowo znajduje się Cmentarz Komunalny oraz tor kartingowy należący do Ośrodka Sportów Motorowych Motopark.
Przy ul. Łużyckiej 12a znajduje się Parafia św. Józefa Rzemieślnika, a przy ul. Słowiańskiej 6 znajduje się Zakonna Parafia Katolicka pod Wezwaniem Zesłania Ducha Świętego.